# Ulrich Salchow
Karl Emil Julius Ulrich Salchow (Copenaghen, 7 agosto 1877 – Stoccolma, 18 aprile 1949) è stato un pattinatore artistico su ghiaccio svedese, considerato uno dei più grandi campioni della storia del pattinaggio di figura. Vinse 11 titoli mondiali, 9 titoli europei e la medaglia d'oro alle Olimpiadi del 1908. Fu l'inventore del salto Salchow che da lui prende il nome.

## Biografia
Il primo risultato di rilievo di Ulrich Salchow fu la medaglia d'argento nella seconda edizione del campionato del mondo, che si svolse a Stoccolma nel 1897, dietro all'austriaco Gustav Hügel. L'anno dopo vinse il suo primo titolo europeo, mentre la prima vittoria ai mondiali arrivò nel 1901.
Fu l'inizio di un predominio del pattinaggio artistico maschile che durò per oltre decennio, durante il quale Salchow vinse 24 medaglie tra mondiali, europei e Olimpiadi. Fu campione del mondo per dieci edizioni quasi consecutive, dal 1901 al 1911 con una sola interruzione nel 1906; in precedenza era arrivato tre volte secondo dietro a Hügel (1897, 1899, 1900). Agli europei le sue 9 vittorie furono distribuite su un arco di tempo più ampio, dal 1898 al 1913, con un terzo posto nel 1901.
Nel 1908 il pattinaggio di figura fu inserito nei Giochi autunnali o invernali della IV Olimpiade di Londra. Non erano ancora stati istituiti Giochi Invernali separati (i I Giochi olimpici invernali si svolsero nel 1924), ma in quell'edizione il programma era stato diviso in due sessioni, quella estiva e quella autunnale, che prevedeva anche il pattinaggio di figura e l'hockey su ghiaccio. Le gare di pattinaggio si svolsero il 28 e 29 ottobre presso il Prince's Skating Club Rink di Knightsbridge. Salchow era uno dei pattinatori più attesi, già vincitore di sette titoli mondiali e sei titoli europei, e noto al pubblico inglese per aver già pattinato a Londra in diverse occasioni, tra cui il campionato mondiale del 1902. Nelle figure obbligatorie trovò un degno rivale nel russo Nicolai Panin, che si ritirò però per infortunio dopo aver vinto l'oro nella gara delle figure speciali. Nel programma libero Salchow, anche se limitato dalle ridotte dimensioni della pista, diede prova di potenza e precisione. Al termine dei due giorni di gara fu primo, e vincitore del titolo olimpico, su un podio tutto svedese.
Nel 1909 Salchow eseguì per la prima volta in una competizione un salto di sua creazione. Si trattava di un salto non puntato, con partenza dal filo interno indietro e atterraggio sul filo esterno indietro del piede opposto dopo una rotazione in aria. Dal nome del suo creatore prese il nome di salto Salchow, ed è attualmente uno dei sei salti principali del pattinaggio artistico.
Salchow rimase nell'ambiente del pattinaggio anche dopo il ritiro dalle competizioni. Fu presidente dell'International Skating Union (ISU), la federazione internazionale del pattinaggio su ghiaccio, dal 1925 al 1937.
Salchow morì a Stoccolma a 71 anni. Fu sepolto nel cimitero di Norra begravningsplatsen, a nord della capitale svedese, che ospita le tombe di altre importanti personalità svedesi, tra cui Alfred Nobel e Ingrid Bergman.
Nel 1976 fu inserito nella World Figure Skating Hall of Fame, la hall of fame internazionale del pattinaggio di figura.

## Palmarès
| Evento              | 1895 | 1896 | 1897 | 1898 | 1899 | 1900 | 1901 | 1902 | 1903 | 1904 | 1905 | 1906 | 1907 | 1908 | 1909 | 1910 | 1911 | 1913 | 1920 |
| ------------------- | ---- | ---- | ---- | ---- | ---- | ---- | ---- | ---- | ---- | ---- | ---- | ---- | ---- | ---- | ---- | ---- | ---- | ---- | ---- |
| Giochi olimpici     |      |      |      |      |      |      |      |      |      |      |      |      |      | 1°   |      |      |      |      | 4°   |
| Campionati mondiali |      |      | 2°   |      | 2°   | 2°   | 1°   | 1°   | 1°   | 1°   | 1°   |      | 1°   | 1°   | 1°   | 1°   | 1°   |      |      |
| Campionati europei  |      |      |      | 1°   | 1°   | 1°   | 3°   |      |      | 1°   |      | 1°   | 1°   |      | 1°   | 1°   |      | 1°   |      |
| Campionati svedesi  | 1°   | 1°   | 1°   |      |      |      |      |      |      |      |      |      |      |      |      |      |      |      |      |